# Shunji Dodo
Shunji Dodo (百々 俊二, Dodo Shunji) est un photographe japonais dont l’œuvre est consacrée à la péninsule de Kii et à Osaka, entre autres thèmes.

## Carrière
Né à Osaka en 1947, Shunji Dodo est diplômé des beaux-arts de l'université Kyūshū Sangyō en 1970 et commence à enseigner au Tōkyō Shashin Senmon Gakkō (à présent École des arts visuels de Tokyo). Deux ans plus tard, il est professeur de photographie au Ōsaka Shashin Senmon Gakkō; en 1998 il est nommé directeur de l'école, renommée alors « École des arts visuels d'Osaka ».
Shunji Dodo est présent lorsque la réalisatrice Naomi Kawase, une de ses anciennes élèves, et future enseignante au Visual Arts Senmon Gakkō, accouche de son premier enfant le 24 avril 2004, à Nara. L'accouchement est filmé en tant que Tarachime (垂乳女) et Shunji Dodo photographie l'événement; les photographies sont exposées à Nara, Tokyo et Locarno et publiées sous le titre Haha (花母).
L'album de photographies grand format en noir et blanc intitulé A Radiant Land: Kii Peninsula de Shunji Dodo remporte le prix annuel de la Société de photographie du Japon en 1995; sa collection ultérieure de photographies couleur de grand format de la péninsule, A Radiant Land with Thousands of Years, est exposée au musée municipal de photographie de Nara en 2000. Ses travaux lui valent également de gagner le prix Ina Nobuo en 1999.
Shunji Dodo reconnaît l'influence majeure de Shōmei Tōmatsu, particulièrement sa série sur les Ryūkyū Pencil of the Sun, et de Yutaka Takanashi; l'intérêt de Takanashi pour Tokyo a éveillé chez Dodo ses propres possibilités pour Osaka. Robert Frank et William Klein font aussi partie des photographes qu'il admire.

## Expositions

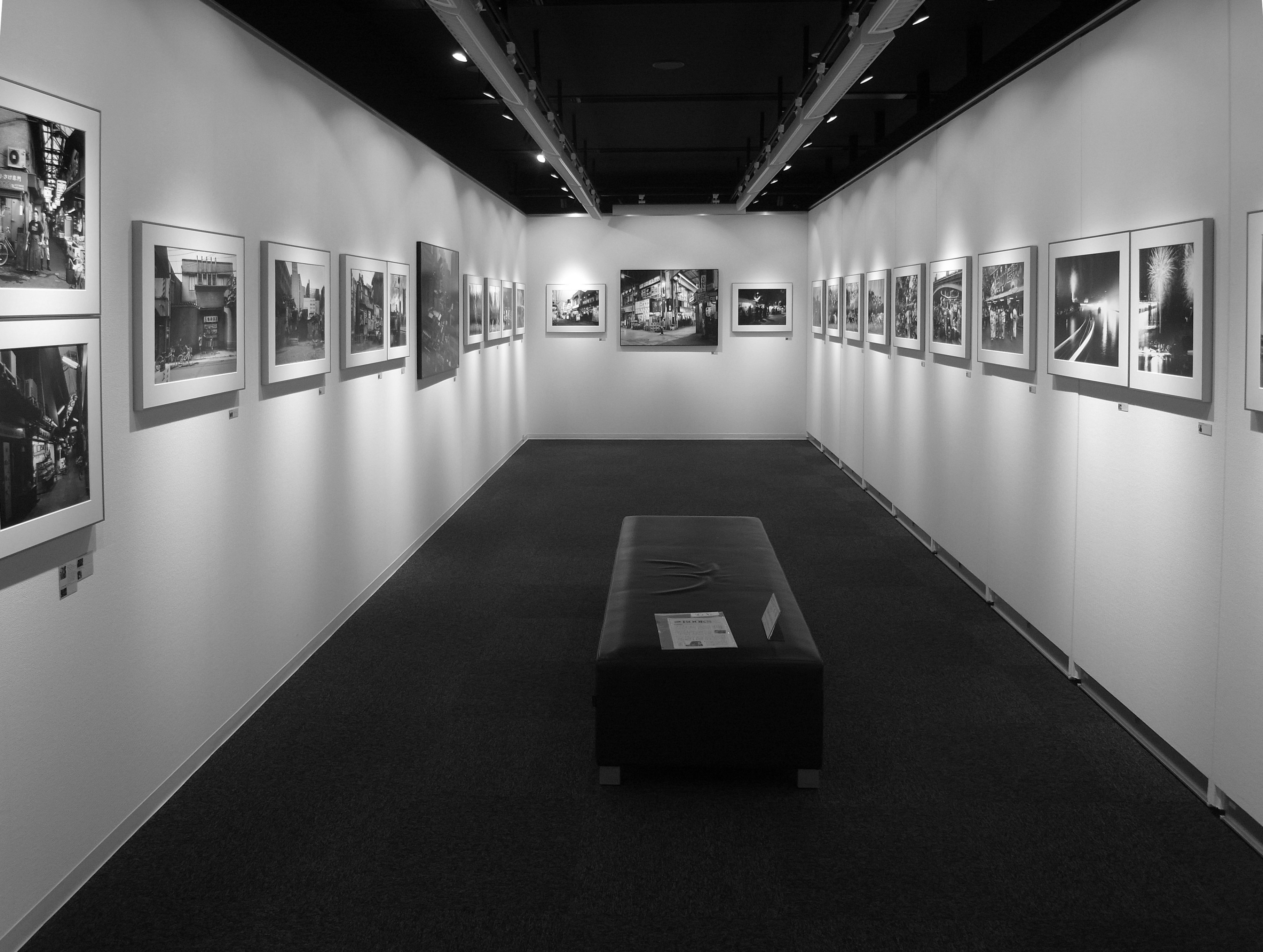
"Osaka"Exposition Osaka au Salon Nikon d'Osaka, décembre 2011

- (ja) 1978 Ōsaka, Tennōji. Salon Nikon (Ginza, Osaka)[2],[7].
- 1985 Shinsekai: Mukashi mo ima mo. Salon Nikon (Ginza, Osaka)[2],[7].
- 1992 Shujō yūraku, Bankoku. Salon Nikon (Ginza, Osaka)[2],[7].
- 1995-96 Rakudo Kii hantō. Konica Plaza (Shinjuku, Osaka, Sapporo)[2],[7].
- 1999 Sennen rakudo. Salon Nikon (Ginza, Osaka)[2],[7].
- 2000 Sennen rakudo Kii hantō. musée municipal de photographie de Nara[2],[7].
- 2002 .com New York. Salon Nikon (Shinjuku)[2],[7].
- 2004 Sharasōju. Visual Arts Gallery[2],[7].
- 2006 Haha. Gallery Out of Place (Nara)[2],[7].
- 2007 Ha ha. Galerie Focale (Nyon)[8].
- (ja) 2007 Haha + vegetable. Gallery Bauhaus (Tokyo)[2],[7],[9]
- 2007 Ha ha. Focale Galerie (Locarno)[2].
- (ja) 2010 Osaka. Salon Nikon (Ginza et Osaka)[10],[11].
- (en) 2010 Kamagasaki/Shinsekai: Life in the shadow of the economic miracle. Zen Foto  Galerie (Shibuya, Tokyo). Photographies de Shinsekai et Kamagasaki (tous deux à Osaka) de Dodo et Seiryū Inoue[12].
- (ja) 2010 Osaka. Tokio  Out of Place (Minami Azabu, Tokyo)[13],[14]

## Films, videos
- Coproducteur de La Forêt de Mogari (2007)[15]
- Actor, Tsunagari-yuku mono (つながりゆくもの?) / Things Passed Down (dir. Naomi Kawase, 2009). Shunji Dodo joue le père bourru du photographe dans ce long message publicitaire pour Nikon[16].

## Publications
- Chihei (地平?) / Horizon. Issues 1-10. 1971-77[17].
- (ja) Shinsekai: Mukashi mo ima mo (新世界 むかしも今も?). Osaka: Chōseisha, 1986.Photographies noir et blanc de Shinsekai, Osaka.
- Horizon, 1993. Travail en commun[17].
- (ja)/(en) Shashin "Ningen no machi" 93/94 (写真[人間の街]93/94?) /  Faces of Humanity 93/94. Édité par Shunji Dodo, George Hashiguchi et Naomi Yanagimoto. Publié par les éditeurs (à leurs respectives adresses), 1994. L'essentiel du texte est en anglais et en japonais. Pages 156-65, Shunji Dodo présente sa propre série, Kaosu 1969-1970 (カオス 1969・1970?), photographies de personnes des bases militaires américaines et protestations contre elles.
- (ja)/(en) Rakudo: Kii hantō (楽土 紀伊半島?) / A Radiant Land: Kii Peninsula. Osaka: Brain Center, 1995.  (ISBN 4-8339-0525-6). Photographies noir et blanc grand format de la péninsule de Kii.
- (ja)/(en) Sennen rakudo (千年楽土?) / A Radiant Land with Thousands of Years. Osaka: Brain Center, 2000.  (ISBN 4-8339-0530-2). Photographies couleur grand format de la péninsule de Kii.
- (ja)/(en) Sharasōju (沙羅双樹?) / Shara. Nara: Sento/Kumie, 2003. Avec Naomi Kawase; Photographies noir et blanc de la réalisation et des notes de production pour le film Shara de Kawase.
- Haha (花母?). Nara : Galerie Out of Place, 2006.
- (ja + en) Saien + sakura (菜園＋サクラ?) / A Vegetable Garden, Sakura. Osaka: Vacuum Press, 2009.  (ISBN 978-4-9903288-4-9). Photographies en noir et blanc des produits du jardin potager de Shunji Dodo, et de cerisiers en fleurs.
- (ja + en) Ōsaka (大阪?) / Osaka. Seigensha, 2010.  (ISBN 978-4-86152-255-0). Photographies noir et blanc grand format d'Osaka.

## Récompenses et distinctions
- Prix Ina Nobuo, 1999[5].
- Hidano Kazuemon Award, (prix Higashikawa), 2011[18].

## Crédit d'auteurs
- (en) Cet article est partiellement ou en totalité issu de l’article de Wikipédia en anglais intitulé « Shunji Dodo » (voir la liste des auteurs).